# Lista budowli obronnych Twierdzy Przemyśl
Twierdza pierścieniowa Przemyśl.

## Fortyfikacje rdzenia twierdzy – obwód „Noyon”
Leżą w granicach miasta Przemyśla, budowa obozu warownego nastąpiła w latach 1854–1857, obwód „Noyon” od 1873, rozbudowany w latach 1878–1887, projektował go gen. Daniel Salis-Soglio, modernizacje w latach 1892–1900, 1906-1910 i 1914, częściowo wysadzone około 1920-1930, częściowo rozebrane 1956-1960, dalsze rozbiórki i niwelacje w latach następnych.
- Szaniec S 3 „Garbarze”, ul. Szańcowa, ziem., 1873–1880, zmodernizowany około 1900–1910, wbudowanie schronu bojowego linii Mołotowa, beton., 1940.
- Szaniec S 2 „Wilcze”, ul. Szańcowa, ziem., 1873–1880, zmodernizowany około 1900–1910, wbudowanie schronu bojowego linii Mołotowa, beton., 1940.
- Szaniec S 1 „Pobereże”, ul. Szańcowa, ziem.-mur., 1873–1880, wbudowanie schronu bojowego linii Mołotowa, beton., 1940.
- Szaniec S 1/1 „Pobereże-Kleszcze”, tzw. Kleszcze Rogniata, ul. Szańcowa, ziem., 1873–1880.
- Szaniec S 1/2 „Pobereże-Piła”, ul. Szańcowa, ziem., 1873–1880, wbudowanie schronu bojowego linii Mołotowa, beton., 1940.
- Fort N XX „Przekopana”, ul. Sienna ziem.-mur., 1880–1887, częściowo rozebrany ok. 1920–1930, wbudowanie schronu bojowego linii Mołotowa, beton., 1940 (fort artyleryjski jednowałowy).
- Brama Krównicka, ul. Jasińskiego, mur., 1873–1880.
- Szaniec SZ12 „Lempertówka”, ul. Zamoyskiego, ziem., 1873–1880.
- Brama na Lempertówce, ul. Jasińskiego, mur., zbudowany około 1880.
- Fort N XXIa „Kanał”, ul. Batorego, mur.-ziem., ok. 1890, zmodernizowany około 1900-1910, przebudowany około 1930 (fort artyleryjski, stały).
- Fort N XXI „Bakończyce”, ziem.-mur., 1880–1887, częściowo rozebrany około 1920-1930, wbudowanie 2 schronów bojowych linii Mołotowa, beton., 1940 (fort artyleryjski jednowałowy).
- Brama Dobromilska, ul. Słowackiego, mur., 1873–1880.
- SzaniecC NXXIa „Jamki”, ul. Słowackiego, ziem.-mur., zbudowany ok. 1880, cz. zniwelowany, wbudowanie schronu bojowego linii Mołotowa, beton., ok. 1940.
- Szaniec N XVIa „Laboratorium”, ul. Przemysława, ziem.-mur., zbudowany około 1854–1857 (?), zmodernizowany około 1880, częściowo zniwelowany po 1975.
- Szaniec N XVIa „Piła”, ziem., zbudowany około 1853–1855.
- Szaniec N XVIb „Tatarski Kopiec”, ul. Grochowska, ziem.-mur., 1873–1880.
- Zespół Wojennego Magazynu Prochu nr 1, ul. Kupały (osiedle Wysokie Góry):
  - magazyn prochu, beton.-ziem., ok. 1890, zapewne wysadzony 1915, częściowo rozebrany,
  - magazyn zapalników, mur.-ziem., ok. 1890,
  - magazyn zapalników, beton.-ziem., zbudowany około 1890, przebudowany około 1940.
- Strzelnica Wojskowa, ul. Piastowska, ziem.-beton., 1873–1887, zmodernizowana 1941–1944.
- Szaniec N XVTD Nowa Bateria „Zniesienie”, ul. Przemysława, ziem., ok. 1900–1910 (bateria sprzężona).
- Fort N XVI „Zniesienie”, ul. Przemysława, beton.-ziem., szaniec obozu warownego 1854–1857, przebudowany 1880–1887, zmodernizowany ok. 1900–1910, wysadzony 1915, cz. rozebrany ok. 1920-1930 (fort cytadelowy dwuwałowy, artyleryjski).
- Brama „Na Zniesieniu”, ul. Przemysława, mur., 1873–1880.
- Szaniec N XVI Bramy „Zniesienie”, ul. Przemysława, ziem., 1873–1880, częściowo zniwelowany po 1975.
- Szaniec N XVIa „Bateria”, ziem., ok. 1853-1855.
- Szaniec Sz 9 „Krzemieniec” (dzielnica Krzemieniec), ziem., 1873-1880.
- Fort N XVIc „Trzy Krzyże” – część wsch. (dzielnica Krzemieniec), ziem.-mur., 1855 jako kleszcze, przebudowany w 1880 i około 1903–1914 (fort rozproszony obrony bliskiej).
- Brama Sanocka Górna, ul. Galińskiego (na terenie Parku Miejskiego), mur., 1873–1880.
- Brama Sanocka Dolna z Wartownią, ul. Sanocka, użytkowana przez Muzeum Narodowe Ziemi Przemyskiej, mur., 1873–1880, zmodernizowana około 1900.
- Szaniec Sz 7, ul. Wybrzeże Kościuszki, ziem., 1873–1880, częściowo zniwelowany po 1975.
- Szaniec Sz 6 Bramy Dubieckiej, ul. Grunwaldzka i Bielskiego, ziem., 1873–1880, częściowo zniwelowany 1950.
- Szaniec N XVTIa „Browar”, ul. Malawskiego, ziem.-mur., 1873–1880.
- Brama „Na Ostrowiu”, ul. Szańce, mur., ok. 1880, częściowo rozebrana około 1960.
- Szaniec kleszczowy Sz 5 Bramy „Na Ostrowiu”, ul. Szańce, ziem.-mur., 1873–1880, częściowo zniwelowany po 1975.
- Szaniec N XVIIb „Dynamit”, ul. Szańce, ziem.-mur., 1873–1880.
- Prochownia „Na Ostrowiu” (magazyn dynamitu), ul. Bielskiego, ziem., 1873–1880, rozbiórka budynków po 1945.
- Szaniec N XVTIIa „Strzelnica”, ul. Szańce, ziem.-mur., 1873–1880.
- Fort N XVHIb „Głęboka”, ul. Szańce, ziem.-mur., 1880–1887, przebudowany około 1900-1910, wysadzony 1915, częściowo rozebrany około 1920-1930 (fort obrony bliskiej).
- Brama „Na Lipowicy”, ul. Wysockiego, mur., 1873–1880, częściowo rozebrana 1939-1945.
- Szaniec kleszczowy Bramy „Na Lipowicy”, ul. Wysockiego, ziem.-mur., 1873–1880, częściowo zniwelowany po 1975.
- Fort N XVIII „Lipowica”, ul. Armii Krajowej, ziem.-mur., 1880–1887, wysadzony 1915, częściowo rozebrany około 1920-1930 (fort artyleryjski jednowalowy).
- Szaniec Sz 4 „Lipowica”, ul. Armii Krajowej, ziem., 1873–1880.
- Szaniec N XVHIc „Las”, ul. Armii Krajowej, ziem.-mur., 1873–1880, rozbiórka schronów około 1920–1930, częściowo zniwelowany po 1975.
- Zespół strzelnicy wojskowej i wojennego laboratorium artyleryjskiego, ul. Paderewskiego, zbudowany 1873–1887, zmodernizowany 1940–1944 i po 1950:
  - strzelnica, ziem.-beton.-drewn.,
  - budynek zaplecza, mirr.,
  - budynek zaplecza, szach.
- Fort N XIXa „Buda”, ul. Bolesława Chrobrego, mur.-ziem., założony 1853–1855 (?), przebudowany około 1880, zmodernizowany ok. 1900–1910, cz. rozebrany ok. 1920–1930, częściowo zniwelowany po 1975 (fort artyleryjski jednowałowy).
- Fort N XIX „Winna Góra”, ul. Żółkiewskiego, ziem.-mur., szaniec obozu warownego 1854–1857, przebudowany 1880–1887, wysadzony 1915, częściowo rozebrany około 1920–1930 (fort artyleryjski jednowałowy).
- Szaniec N XIXb „Winna Góra”, ziem., około 1853–1855, zniwelowany.

## Fortyfikacje pierwszego pierścienia fortów (linii wspierającej)
- Fort 12 „Buszkowiczki” (Buszkowice, gm. Żurawica), ziem., około 1880, przebudowany na początku XX, częściowo zniwelowany 1997 (fort półstały).
- Fort 13 „Łapajówka”(inne języki) (Hureczko, gm. Medyka), mur.-ziem., 1880–1887, cz. wysadzony 1915, cz. rozebrany ok. 1920-1930 (fort artyleryjski jednowałowy).
- Fort 1 „Krówniki” (Krówniki, gm. Przemyśl), ziem.-mur., 1880–1887 (fort artyleryjski jednowałowy).
- Fort 2 „Nehrybka” (Nehrybka, gm. Przemyśl), ziem.-mur., 1880–1887, częściowo rozebrany około 1920-1930, częściowo zniwelowany 1969 (fort artyleryjski jednowałowy).
- Fort 3 A „Kruhel”(inne języki) (Kruhel Mały, cz. m. Przemyśl), mur.-ziem., 1854–1857, przebudowany 1880, cz. zrujnowany ok. 1920-1930 (fort artyleryjski jednowałowy).
- Szaniec 3 B „Kruhel” (Kruhel Mały, cz. m. Przemyśl), ziem., ok. 1880.
- Fort 3 C „Kruhel”(inne języki) (Kruhel Mały, cz. m. Przemyśl), mur.-ziem., 1854–1857, przebudowany ok. 1880, cz. zrujnowany ok. 1920-1930 (fort artyleryjski jednowałowy).
- Fort W XVII „Ostrów” – pierwotnie 4 i 5 (Ostrów, gm. Przemyśl), ziem.-mur., 1880–1887, zmodernizowany i włączony w linię Noyon jako N około 1908, wysadzony 1915, rozbiórka budynków koszarowych około 1920-1930 (fort artyleryjski jednowałowy).

## Fortyfikacje drugiego pierścienia twierdzy
- Fort W I „Salis Soglio”
- Fort GW IIb „Cyków” (Jaksmanice, gm. Medyka), mur.-ziem., 1900–1903, wysadzony 1915, częściowo rozebrany około 1920-1930 (fort międzypolowy piechoty).
- Fort GW II „Jaksmanice”
- Fort W IIa „Mogiłki” (Jaksmanice, gm. Medyka), mur.-ziem., 1892–1900, cz. rozebrany ok. 1920–1930 (fort artyleryjski jednowałowy – górska bateria pozycyjna).
- Fort W III „Łuczyce”
- Fort W IIIa „Hermanowice-Kolej” lub „Pikulice” (Pikulice, gm. Przemyśl), ziem., szaniec obozu warownego 1854-1857, przebudowany na baterię 3 1880–1887 i 1903–1910, wysadzony 1915, rozebrany ok. 1920–1930 (fort obrony bliskiej).
- Fort GW IV „Optyń”
- Fort GW V „Grochowce”
- Fort GW Va „Biadoliny” lub „Grochowce-Leśniczówka” (Grochowce, gm. Przemyśl), ziem.-mur., 1900–1903, wysadzony 1915, cz. rozebrany ok. 1920-1930 (fort międzypolowy piechoty).
- Fort W VI „Helicha” lub „Iwanowa Góra”
- Fort W VIb „Lipnik” (Kruhel Wielki, gm. Krasiczyn), mur.-ziem., 1908–1910, rozbudowany 1914, cz. rozebrane schrony ok. 1920-1930 (fort rozproszony obrony bliskiej).
- Fort GW VII „Prałkowce”
- Fort GW VII 1/2 „Tarnawce” (Ostrów, gm. Przemyśl), beton.-mur.-ziem., szaniec obozu warownego 1854-1857, przebudowany na baterię 1880-1887 i 1892-1900, częściowo wysadzony 1915, częściowo rozebrany około 1920-1930 i 1985-1992 (fort opancerzony obrony bliskiej). Obiekt przystosowany turystycznie. Czynny V-X od.10.00-18.00
- Fort W VIII „Łętownia”
- Fort GW VIIIa „Aszczycówka” lub „Łętownia-Leśniczówka” (Łętownia, gm. Przemyśl), ziem., 1900–1903, wysadzony 1915, rozebrany około 1920-1930 (fort międzypolowy).
- Bateria polowa artylerii fortecznej „Łętownia” (Łętownia, gm. Przemyśl), ziem., 1914.
- Fort GW IX „Brunner”
- Fort W IXa „Krzyż” (Ujkowice, gm. Przemyśl), mur.-ziem., 1893, wysadzony 1915, cz. rozebrany ok. 1920–1930 i 1966–1967 (fort pancerny międzypolowy obrony bliskiej).
- Fort W Xb „Zagrodnia”(inne języki) (Ujkowice, gm. Przemyśl), mur.-ziem., 1892–1900, cz. rozebrany ok. 1920-1930 (fort artyleryjski).
- Szaniec międzypolowy piechoty W X/B1 „Orzechowce” (Ujkowice, gm. Przemyśl), ziem., ok. 1890, rozbiórka schronu ok. 1920–1930.
- Fort W X „Orzechowce”
- Bateria sprzężona W X/B2 „Orzechowce” (Orzechowce, gm. Żurawica), ziem., 1892–1900, rozbiórka schronów ok. 1920–1930 (bateria sprzężona z fortem W X),
- Wał baterii B2 „Orzechowce” (Orzechowce, gm. Żurawica), ziem., 1892–1900.
- Bateria W X/B3 „Orzechowce” (Orzechowce, gm. Żurawica), mur.-ziem., 1892–1900, rozbiórka schronów ok. 1920–1930 (bateria między-polowa stalą obrony dalekiej).
- Fort St. P. „Orzechowce” (Orzechowce, gm. Żurawica), beton.-ziem., 1903–1910, wysadzony 1915, częściowo rozebrany około 1920-1930 (fort międzypolowy obrony bliskiej).
- Bateria St. P. „Pruchnicka droga” (Orzechowce, gm. Żurawica), mur.-ziem., 1892–1900, rozbiórka schronów około 1920-1930 (bateria międzypolowa).
- Fort GW Xa „Pruchnicka droga” (Orzechowce, gm. Żurawica), mur.-ziem., 1892-1900 (fort międzypolowy obrony bliskiej pancerny).
- Fort GW XIa „Cegielnia” (Orzechowce, gm. Żurawica), mur.-ziem., 1894, proj. Maurycy von Brunner, wysadzony 1915, cz. rozebrany około 1920-1930 (fort międzypolowy piechoty pancerny).
- Szaniec W XIb „Cegielnia” (Orzechowce, gm. Żurawica), ziem., 1903–1910, schron rozebrany około 1920-1930 (szaniec międzypolowy piechoty).
- Fort W XI „Duńkowiczki”
- Szaniec Sch XI „Duńkowiczki” (Duńkowiczki, gm. Orły), ziem., szaniec obozu warownego 1854-1857, przebudowany 1880-1887, zmodernizowany do obrony bliskiej 1914, rozbiórka schronów ok. 1920-1930.
- Fort W XII „Werner”
- Pozostałości fortecznego lotniska wojskowego (Żurawica, gm. Żurawica), fundamenty wartowni i hangarów, mur., 1914, zniszczone 1915.
- Fort XII 1/2 „Żurawica” (Żurawica, gm. Żurawica), ziem., k. XIX, zniwelowany (pozostałości fortu artyleryjskiego).
- Fort W XIIIb „Bolestraszyce”
- Fort GW XIII „San Rideau”
- Fort GW XIIIa „Zabłocie”(inne języki) (Bolestraszyce, gm. Żurawica), mur.-ziem., 1900–1903, uszkodzony 1915, rozbiórka koszar szyjowych ok. 1920-1930 (fort międzypolowy piechoty).
- Szaniec „Hurko” A (Hurko, gm. Medyka), ziem., szaniec obozu warownego 1854-1857, przebudowany 1914, cz. zniwelowany ok. 1975 (szaniec artyleryjski typu FS).
- Szaniec „Hurko” B (Hurko gm. Medyka), ziem., szaniec oboru warownego 1854-1857, przebudowany 1914, cz. zniwelowany ok. 1975 (szaniec artyleryjski typu FS).
- Fort W XV „Borek”
- Bateria sprzężona XVa „Borek” (Siedliska, gm. Medyka), ziem., 1892-1900.

## Fortyfikacje linii wspierającej (na terenie Ukrainy)
Numeracja fortów prowadzona jest z północy na południe, są to 2 grupy po 3 forty:
- Fort I/1 „Łysiczka” na zachód od Bykowa
- Fort I/2 „Byków”
- Fort I/3 „Pleszowice”
- Fort I/4 „Maruszka Las” na północ od Popowic
- Fort I/5 „Popowice”
- Fort I/6 „Dziewięczyce” na południowy zachód od f. „Maruszka Las”[1]

Brama Sanocka Dolna jest siedzibą Przemyskiego Stowarzyszenia Przyjaciół Dobrego Wojaka Szwejka.